# Emil Herrmann (luthier)
Emil Herrmann (1888-1968) est un important marchand et restaurateur de violons à New York.
La quasi-totalité des instruments les plus célèbres sont passés par ses mains à un moment ou un autre de sa carrière, y compris ceux faits par Antonio Stradivari, Jakobus Stainer et les familles Amati et Guarneri. Il a formé et puis employé des personnages influents dans la lutherie comme Simone Sacconi (en) et Hans Weisshaar (en).